# Сивашский поселковый совет (Новотроицкий район)
Сивашский поселковый совет (укр. Сиваська селищна рада) — входит в состав
Новотроицкого района
Херсонской области
Украины.
Административный центр поселкового совета находится в 
пгт Сивашское
.

## История
- 1959 — дата образования.

## Населённые пункты совета
- пгт Сивашское